# ローレン花恋
ローレン 花恋（ろーれん かれん、Lauren Karen、1999年3月21日 - ）は、日本のAV女優。ティーパワーズ所属。

## 略歴
2021年10月、SODクリエイトのレーベル「SOD star」の専属女優としてとしてAVデビュー。
2022年10月発売の作品をもって専属を離れ、企画単体女優となる。
2022年12月26日週FANZA通販フロアランキングにて、デビュー作収録の『SODstar15周年記念！厳選した人気スター女優18名 デビューSEX集めました!』が1位を記録。

## 人物
- 広島県出身[1]。
- アメリカ人の父親と日本人の母親の間に生まれたハーフで、英語と日本語の他に大学で学んだチェコ語も日常会話程度に話すことができる[4]。
- デビュー前はホテルに勤務していた[5]。
- SNSで見つけた明日花キララと三上悠亜に憧れ、芸能界への夢を抱いていたが叶わず、後に2人がAV女優であることを知ったことでAV業界に興味を持った[6]。
- 筋肉系YouTuberとして人気のカネキンは実兄で、AVへの踏ん切りがつかず悩んでいた時に後押してくれたことでAV出演を決心した[7][8]。
- 趣味は猫と戯れること[1]。

## 出演作品

### アダルトDVD
- ローレン花恋 AV DEBUT（10月7日、SODクリエイト）
- 無限性欲ジェットコースターHARDピストン4SEX（11月11日、SODクリエイト）
- ドバドバ精子垂れ流し 悶絶昇天メンズエステ 4シチュ3sex（12月9日、SODクリエイト）

- 10発の精子ぜ〜んぶぶっかけ! ず〜っと笑顔でしゃぶってくれるフェラチオ天使（1月13日、SODクリエイト）
- いいなり温泉旅行 一泊二日、ヤリたい放題ハメまくり（2月10日、SODクリエイト）
- 向かい部屋の絶倫ハーフお姉さんとひたすら騎乗位の練習（3月10日、SODクリエイト）
- アメリカからのギャル留学生が日本の高校にやってきて生徒・教師ところ構わずハメまくり!学園中男子のSEXシンボル（4月7日、SODクリエイト）
- スーパーポジティブ女優ローレン花恋に早漏に悩むM男クンの相談に乗ってもらったらとにかく全肯定しっぱなしで結果ヌカれすぎちゃった 3組4名様 合計12発（5月12日、SODクリエイト）
- 拘束 巨根 失禁×激ピストン 痙攣するほどイカサレテ（6月9日、SODクリエイト）
- お待たせしました。中出し解禁 念願ナマち○ぽで嬉しさのあまりS字のけ反りエビぞり痙攣大絶頂（8月11日、SODクリエイト）
- オナホ洗脳 清楚なCAが使い捨てオナホールにシンクロさせられる ローレン花恋（9月8日、SODクリエイト）
- スーパーポジティブ女優・ローレン花恋が初出勤!! 無制限発射OKで連続ナマ中出しさせてくれる完全会員制ソープ（10月6日、SODクリエイト）
- いもうとケータリングサービス ガチ恋不可避! 秒イキ敏感天使は白桃つるマン名器（12月6日、桃太郎映像出版）[9]

- オヤジのハメ撮りドキュメント ねっとり濃厚に貪り尽くす体液ドロドロ汗だく性交（1月17日、Fitch）
- 男の前ではHな獣 ハーフ美人 ローレン花恋 S-Cute Debut（3月7日、S-Cute）
- 蒸せ返るような暑さの夏。異国妻は嫌悪する義父の、汗と唾液が絡まる接吻性交に堕ちて―。（3月14日、マドンナ）
- 催淫暗示 隣人に操られた美人妻（3月20日、プラネットプラス）

### アダルトVR
- ホテルマン in 五ツ星ホテル（2月10日、SODクリエイト）
- 優しさ溢れる美人ハーフ家庭教師とベッドで学ぶイチャラブ英会話（3月16日、SODクリエイト）
- 地方出張帰り、大型台風で帰りの新幹線が動かない…ホテルは残り1室…後輩と相部屋になった僕たちは…奥ゆかしくて情熱的な美人ハーフ後輩OLと…（11月7日、unfinished）
- 病みつきになる色素の薄い柔肌純白スキン 溢れるサービス精神が止められない淫乱おしゃぶりアメリカンハーフメイド（11月9日、kawaii*）
- LAにあるリトルトーキョー 日本人向け旅館 浴衣ガイド:カレン 〜僕の傷心旅行を癒してくれたのは異国の地で出会った彼女だった〜（11月22日、unfinished）

### ネット配信
- 【アメリカ生まれのコスプレガール】オタク文化大好き美女!色白な巨乳+巨尻に男はイチコロ!?パイパンマ●コにディルドをぐっぽり咥え、腰振り挑発!バックから突きまくり&スパンキング!!スケベランジェリーと目隠し着用でイタズラしまくり中出しまくりファック!ジャパニーズチ●コに墜ちろwww【PornGirl.7】（11月3日、DOC）
- No.1288　ローレン 有紗（12月8日、舞ワイフ）

- かれん(18)/とろける媚び媚びメス声で誘惑しちゃうハーフJ♪【1限目】イジワルされてヤなはずなのに…っ!おじチンに躾けられた従順パイパンマ●コに中出し!上の口より下の口のが素直な発情満点イチャラブ性交!【2限目】風呂場でハメハメ→じっくりせっくす…♪「指より太いお●んちんがいい〜…っ」必死なおねだりオナニー→見せつけ騎乗位→クリ擦り側位!!2発目も中出し?いや、顔射っしょ!!!口元目掛けドピュッと発射〜〜〜!!（1月5日、しろうとまんまん）
- No.1296　ローレン 有紗 蒼い再会（1月10日、舞ワイフ）

### デジタル写真集
- ローレン花恋 AV DEBUT（10月7日、ソフト・オン・デマンド）
- 無限性欲ジェットコースターHARDピストン4SEX（11月11日、ソフト・オン・デマンド）
- ドバドバ精子垂れ流し 悶絶昇天メンズエステ 4シチュ3sex（12月9日、ソフト・オン・デマンド）

- 10発の精子ぜ〜んぶぶっかけ! ず〜っと笑顔でしゃぶってくれるフェラチオ天使（1月13日、ソフト・オン・デマンド）
- いいなり温泉旅行（2月10日、ソフト・オン・デマンド）
- 恥じらい vol.1 FRIDAYデジタル写真集（3月1日、講談社）
- 恥じらい vol.2 オール未公開100カット超完全版 FRIDAYデジタル写真集（3月1日、講談社）
- 向かい部屋の絶倫ハーフお姉さんとひたすら騎乗位の練習（3月10日、ソフト・オン・デマンド）
- アメリカからのギャル留学生が日本の高校にやってきて生徒・教師ところ構わずハメまくり!学園中男子のSEXシンボル（4月7日、ソフト・オン・デマンド）
- スーパーポジティブ女優ローレン花恋に早漏に悩むM男クンの相談に乗ってもらったらとにかく全肯定しっぱなしで結果ヌカれすぎちゃった 3組4名様 合計12発（5月12日、ソフト・オン・デマンド）
- 拘束 巨根 失禁×激ピストン 痙攣するほどイカサレテ（6月9日、ソフト・オン・デマンド）
- ローレン花恋 ザ・ベスト Vol.1（6月24日、ソフト・オン・デマンド）
- お待たせしました。中出し解禁 念願ナマち○ぽで嬉しさのあまりS字のけ反りエビぞり痙攣大絶頂（8月11日、ソフト・オン・デマンド）
- オナホ洗脳 清楚なCAが使い捨てオナホールにシンクロさせられる（9月8日、ソフト・オン・デマンド）
- スーパーポジティブ女優・ローレン花恋が初出勤!!無制限発射OKで連続ナマ中出しさせてくれる完全会員制ソープ（10月6日、ソフト・オン・デマンド）

## 出演

### テレビ
- 魚拓と成瀬のツキとスッポンぽん #414,#415（2022年8月7日,14日、パチ・スロ サイトセブンTV）

## 掲載

### 雑誌
- FLASH 2021年10月12日号（光文社） - 袋とじ「ずぶ濡れ猛烈ヘア Oh!モーレツ」
- 月刊ソフト・オン・デマンド 11月号 VOL.26（ソフト・オン・デマンド） - 表紙、グラビア、インタビュー
- 週刊実話 2021年11月18日号（日本ジャーナル出版） - 袋とじ「米国ハーフ美女が脱いだ!!」
- 週刊アサヒ芸能 2021年12月16日号（徳間書店） - グラビア「めっちゃええカラダじゃのう」
- 別冊ラヴァーズ vol.9（大洋図書） - 袋とじ「無防備な巨乳お姉さんと絶倫SEX」
- 月刊ソフト・オン・デマンド 3月号増刊 グラビアスペシャル2023（ソフト・オン・デマンド） - グラビア